# 샤를 2세 달브레
샤를 2세 달브레 드 드뢰 백작(Charles II d'Albret, comte de Dreux: 1407년 ~ 1471년)는 프랑스의 권력자이자 행정가, 군인이다.
그는 샤를 1세 달브레와 마리 드 쉴리(Marie de Sully)의 아들로 태어났다. 그의 아버지는 1415년 아쟁쿠르 전투에서 알브레의 군주이자 명목상 드뢰 백작이던 어린 샤를을 남기고 사망했으며, 아쟁쿠르 전투 이후에는 드뢰 백국의 영지는 잉글랜드의 것이 되었다. 아르마냐크파였던 샤를은 미래의 샤를 7세인 도팽 샤를을 지지하였다.
아르마냐크파와의 유대는 1417년에 당파의 이름이 유래한 베르나르 7세 다르마냐크와 본 드 베리의 딸 안 다르마냐크와의 결혼으로 더욱 결속되었다.
샤를은 도팽 샤를의 자문으로 있었고 1427년에 리슈몽(Richemont), 욜란다 데 아라곤과 함께 도팽기 가장 싫어하던 이였던 피에르 드 지아크의 제거에 참여했다. 드 지아크는 곧 익사로 처형되었다. 그는 잔 다르크의 작전에 참여했었으며, 베리 지역의 사령관으로 임명되었다. 그는 1441년 샤를 7세에 의해 드뢰 백국의 소유권을 인정받았다.

## 죽음
달브레 사망 후, 그의 손자이자 장의 아들인 알랭에게 넘겨주었지만, 드뢰 백국은 그의 셋째 아들 아르노 아마뉴(Arnaud Amanieu)에게 남겼다. 하지만 알랭은 백국에 대한 소유권을 차지했다. 그의 넷째 아들 샤를은 1473년 반역 혐의로 처형됐다.
샤를은 안과 사이에서 7명의 자녀를 두었다;
- 장 달브레 (1420년–1468년)
- 루이 달브레(Louis d'Albret) - 추기경 (1422년–1465년)
- 아르노 아마뉴 달브레(Arnaud Amanieu d'Albret, 1463년 사망) - 마리 달브레의 할아버지
- 샤를 달브레(Charles d'Albret, 1473년 사망)
- 질 달브레(Gilles d'Albret, 1479년 사망)
- 마리 달브레(Marie d'Albret, 1486년 사망) - 1456년 6월 11일 느베르 백작 샤를 1세와 혼인하며, 자식은 없었다.
- 잔 달브레(Jeanne d'Albret, 1444년 사망) - 1442년 8월 29일 아르튀르 3세 드 브르타뉴와 혼힌하며, 자식은 없었다.